# Neoechinorhynchus (Hebesoma)
Neoechinorhynchus (Hebesoma) is een ondergeslacht in de taxonomische indeling van de haakwormen, ongewervelde en parasitaire wormen die meestal 1 tot 2 cm lang worden. De worm komt uit het geslacht Neoechinorhynchus en behoort tot de familie Neoechinorhynchidae. Neoechinorhynchus (Hebesoma) werd in 1928 beschreven door Harley Jones Van Cleave.

## Soorten
- Neoechinorhynchus (Hebesoma) carinatus Buckner & Buckner, 1993
- Neoechinorhynchus (Hebesoma) colastinense Arredondo & Gil de Pertiera, 2012
- Neoechinorhynchus (Hebesoma) didelphis Amin, 2001
- Neoechinorhynchus (Hebesoma) doryphorus Van Cleave & Bangham, 1949
- Neoechinorhynchus (Hebesoma) idahoensis Amin & Heckmann, 1992
- Neoechinorhynchus (Hebesoma) kallarensis George & Nadakal, 1978
- Neoechinorhynchus (Hebesoma) manasbalensis Kaw, 1951
- Neoechinorhynchus (Hebesoma) personatus Tkach, Sarabeev & Shvetsova, 2014
- Neoechinorhynchus (Hebesoma) pungitius Dechtiar, 1971
- Neoechinorhynchus (Hebesoma) rostratus Amin & Bullock, 1998
- Neoechinorhynchus (Hebesoma) spiramuscularis Amin, Heckmann & Ha, 2014
- Neoechinorhynchus (Hebesoma) violentus Van Cleave, 1928
- Neoechinorhynchus (Hebesoma) yamagutii Tkach, Sarabeev & Shvetsova, 2014